# Шойерер, Юлиус

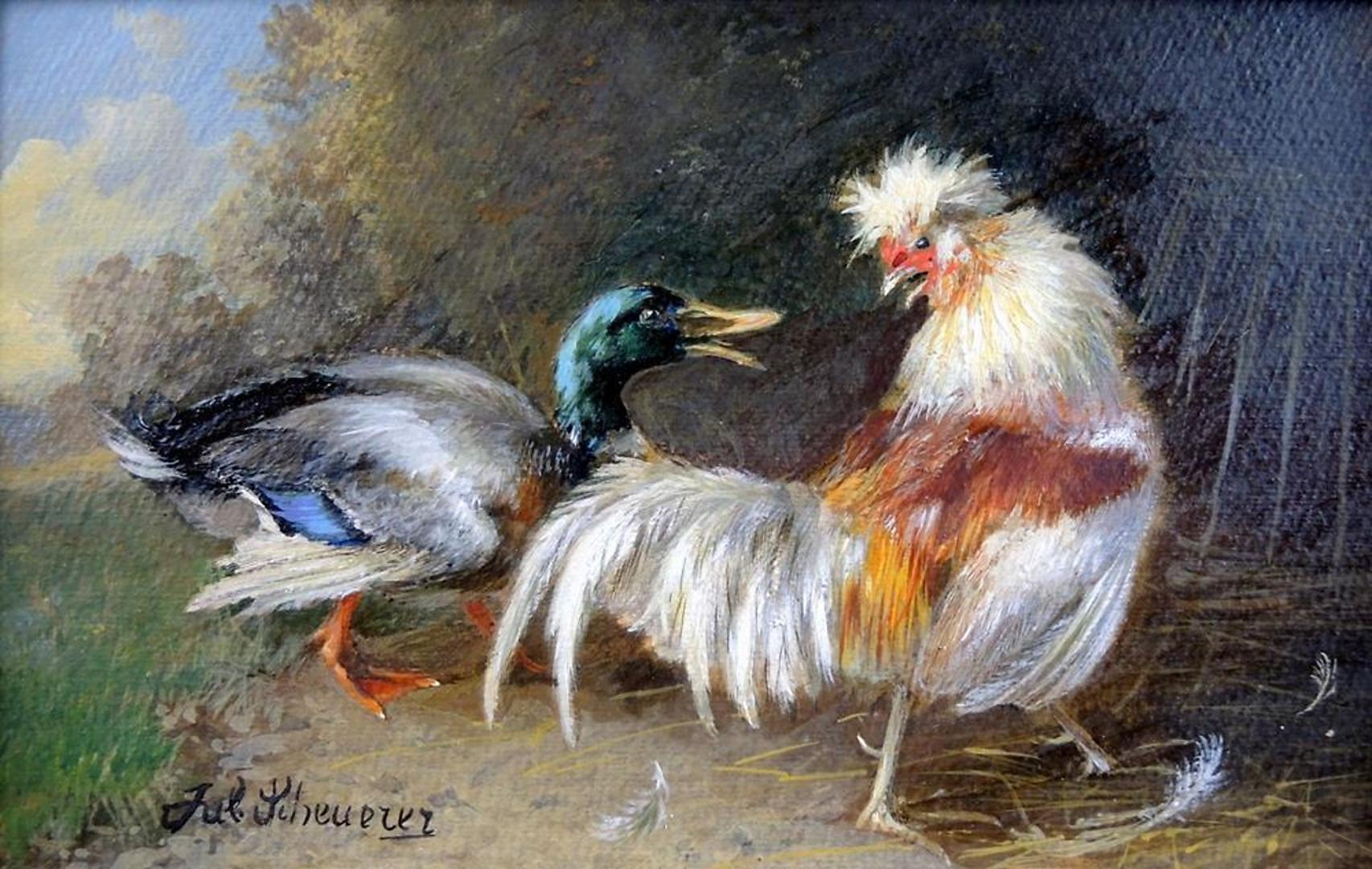
Селезень и петух

Юлиус Шойерер — немецкий художник-анималист. Старший брат художник-анималист Отто Шойерер (1862–1934) работал в Мюнхене.
Юлиус Шойерер недолго учился в Академии изящных искусств в Мюнхене, при этом в списке студентов он не значился. Искусством живописи овладел самостоятельно, возможно при помощи своего брата.
Шойерер был членом Общества художников в Мюнхене. Примером для его картин были голландские старые мастера. Стиль художника характеризуется красочностью, техническим качеством, романтическими предметами и в основном небольшими размерами картин.